# Giacomo Antonio Morigia
Giacomo Antonio Morigia CRSP (ur. w 1633 na terenie diecezji Novara, zm. 8 października 1708 w Pawii) – włoski kardynał.

## Życiorys
Urodził się na początku 1633 roku na terenie diecezji Novara, jako syn Giovanniego Battisty Morigii i Angeli Porry, otrzymując na chrzcie imiona Giovanni Ippolito. W 1651 roku wstąpił do zakonu barnabitów. 22 lipca 1652 roku złożył profesję wieczystą, a pięć lat później przyjął święcenia kapłańskie. Następnie został wykładowcą filozofii i teologii. 1 września 1681 roku został wybrany biskupem San Miniato, a trzynaście dni później przyjął sakrę. Dwa lata później został arcybiskupem Florencji. W 1692 roku został asystentem Tronu Papieskiego. 12 grudnia 1695 roku został kreowany kardynałem in pectore. Jego nominacja na kardynałem prezbiterem i nadano mu kościół tytularny Santa Cecilia. W 1699 roku zrezygnował z archidiecezji i został archiprezbiterem bazyliki liberiańskiej. Dwa lata później został arcybiskupem ad personam Pawii. Zmarł tamże 8 października 1708 roku.